# Дубровский (Московская область)
Дубровский — посёлок в Ленинском городском округе Московской области России.

## Расположение
Посёлок Дубровский находится у 29 километра МКАД примерно в 4 км к северо-западу от центра города Видное. Ближайшие сельские населённые пункты — деревня Вырубово, посёлки Битца и Измайлово. В километре к западу от посёлка расположена платформа Битца Курского направления МЖД. У южной границы посёлка протекает река Битца.

## История
До 2006 года посёлок входил в Булатниковский сельский округ Ленинского района, а с 2006 до 2019 года в рамках организации местного самоуправления включался в Булатниковское сельское поселение Ленинского муниципального района.
С 2019 года входит в Ленинский городской округ.

## Население
| 2002 | 2006 | 2010 |
| ---- | ---- | ---- |
| 351  | ↘317 | ↗464 |

Согласно Всероссийской переписи, в 2002 году в посёлке проживал 351 человек (142 мужчины и 209 женщин). По данным на 2005 год в посёлке проживало 317 человек.

## Улицы
В посёлке Дубровский расположены следующие улицы:
- Восточная улица;
- Восточная 2-я улица;
- Санаторная улица;
- Советская улица;
- Турова улица.